# Leichtathletik-Weltmeisterschaften 2011/Teilnehmer (Namibia)
| Gelbes Symbol für Goldmedaillen mit stilisierten Olympischen Ringen | Graues Symbol für Silbermedaillen mit stilisierten Olympischen Ringen | Braundes Symbol für Bronzemedaillen mit stilisierten Olympischen Ringen |
| ------------------------------------------------------------------- | --------------------------------------------------------------------- | ----------------------------------------------------------------------- |
| —                                                                   | —                                                                     | —                                                                       |

Der namibische Leichtathletik-Verband stellte bei den Leichtathletik-Weltmeisterschaften 2011 im koreanischen Daegu zwei Teilnehmer.

## Ergebnisse

### Männer

#### Laufdisziplinen
| Athlet              | Disziplin | Vorlauf     | Vorlauf | Halbfinale    | Halbfinale    | Finale        | Finale        |
| Athlet              | Disziplin | Zeit        | Platz   | Zeit          | Platz         | Zeit          | Platz         |
| ------------------- | --------- | ----------- | ------- | ------------- | ------------- | ------------- | ------------- |
| Daniel Nghipandulwa | 800 m     | 1:48,79 min | 33      | ausgeschieden | ausgeschieden | ausgeschieden | ausgeschieden |

### Frauen

#### Laufdisziplinen
| Athletin            | Disziplin | Vorlauf | Vorlauf | Halbfinale    | Halbfinale    | Finale        | Finale        |
| Athletin            | Disziplin | Zeit    | Platz   | Zeit          | Platz         | Zeit          | Platz         |
| ------------------- | --------- | ------- | ------- | ------------- | ------------- | ------------- | ------------- |
| Tjipekapora Herunga | 400 m     | 54,08 s | 29      | ausgeschieden | ausgeschieden | ausgeschieden | ausgeschieden |